# Law & Order: Trial by Jury
Law & Order: Trial by Jury är en amerikansk TV-serie som handlar om rättegångar. Serien började sändas i mars 2005, men lades ned samma år. 
Den är den tredje spinoff-serien från I lagens namn (Law & Order). I några av rollerna ses Bebe Neuwirth och Amy Carlson. Jerry Orbach, i rollen Lennie Briscoe som medverkade i ursprungsserien, var med i de allra första avsnitten, men Orbach avled dock i slutet av 2004.

## Visning i Sverige
I Sverige visade Kanal 5 serien under sommaren 2006.